# Дружний (селище)
Дружний (рос. Дружный) — селище в республіці Адигеї, підпорядковане Енемському міському поселенню Тахтамукайського району.
Селище розташоване за 2 км на північний захід від адміністративного центру поселення — Енема.

## Населення
Населення селища за останні роки:
- 2002 — 229;[2]
- 2010 — 412;[3]
- 2013 — 554.